# Cash Box
Cash Box (o Cashbox) fue una revista musical semanal dedicada a la música y la cultura en los Estados Unidos publicada entre julio de 1942 y noviembre de 1996. Desde entonces fue revivida como un semanario digital que ocasionalmente publica ediciones especiales.

## Historia
Cash Box fue una de varias revistas que publicaron listas de popularidad de canciones en los Estados Unidos. Sus principales competidores en la época de su publicación original fueron Billboard y Record World, por entonces conocida como Music Vendor. A diferencia de Billboard, Cash Box combinaba inicialmente todas las grabaciones disponibles de una canción en una única posición en lista, mostrando información del artista y del sello discográfico para cada versión, ordenados alfabéticamente. Originalmente, no se señalizaba qué versión era la más vendida, pero a partir del 25 de octubre de 1952, se añadió una estrella a los nombres de los artistas más prominentes. Cash Box también imprimió listas de jukebox que incluía datos de artistas específicos a partir de la primavera de 1950. Se presentaban listas separadas, de forma similar a la metodología de Billboard hasta agosto de 1958, cuando Billboard debutó su Hot 100, que intentó combinar todas las medidas de popularidad en una sola lista de éxitos. Como suma, Cash Box publicó también listas de géneros específicos como country y R&B.
Tras su cierre en 1996, Cash Box fue revivido diez años después, en 2006, como una revista digital con el consentimiento y cooperación de la familia de George Albert, presidente y editor de la edición original. 